# Marit Bjørgen
Marit Bjørgen (Trondheim, 21 de marzo de 1980) es una deportista noruega que compitió en esquí de fondo; ocho veces campeona olímpica y dieciocho veces campeona mundial. Es prima del esquiador Atle Lie McGrath.
Participó en cinco Juegos Olímpicos de Invierno, obteniendo en total quince medallas: plata en Salt Lake City 2002, en la prueba por relevo (junto con Bente Skari, Hilde Pedersen y Anita Moen); plata en Turín 2006, en los 10 km; cinco en Vancouver 2010, oro en velocidad individual, en 15 km y en relevos (con Vibeke Skofterud, Therese Johaug y Kristin Størmer Steira), plata en 30 km y bronce en 10 km; tres oros en Sochi 2014, en 15 km, 30 km y velocidad por equipo (con Ingvild Flugstad Østberg), y cinco en Pyeongchang 2018, oro en 30 km y en relevos (con Ingvild Flugstad Østberg, Astrid Jacobsen y Ragnhild Haga), plata en 15 km y bronce en velocidad por equipo (con Maiken Caspersen Falla) y en 10 km.
Ganó veintiséis medallas en el Campeonato Mundial de Esquí Nórdico entre los años 2003 y 2017.

## Palmarés internacional
| Juegos Olímpicos   | Juegos Olímpicos                | Juegos Olímpicos  | Juegos Olímpicos     |
| Año                | Lugar                           | Medalla           | Prueba               |
| ------------------ | ------------------------------- | ----------------- | -------------------- |
| 2002               | Salt Lake City (Estados Unidos) | Medalla de plata  | Relevo 4 × 5 km      |
| 2006               | Turín (Italia)                  | Medalla de plata  | 10 km                |
| 2010               | Vancouver (Canadá)              | Medalla de oro    | Velocidad individual |
| 2010               | Vancouver (Canadá)              | Medalla de oro    | 15 km                |
| 2010               | Vancouver (Canadá)              | Medalla de oro    | Relevo 4 × 5 km      |
| 2010               | Vancouver (Canadá)              | Medalla de plata  | 30 km                |
| 2010               | Vancouver (Canadá)              | Medalla de bronce | 10 km                |
| 2014               | Sochi (Rusia)                   | Medalla de oro    | 15 km                |
| 2014               | Sochi (Rusia)                   | Medalla de oro    | 30 km                |
| 2014               | Sochi (Rusia)                   | Medalla de oro    | Velocidad por equipo |
| 2018               | Pyeongchang (Corea del Sur)     | Medalla de oro    | 30 km                |
| 2018               | Pyeongchang (Corea del Sur)     | Medalla de oro    | Relevo 4 × km        |
| 2018               | Pyeongchang (Corea del Sur)     | Medalla de plata  | 15 km                |
| 2018               | Pyeongchang (Corea del Sur)     | Medalla de bronce | Velocidad por equipo |
| 2018               | Pyeongchang (Corea del Sur)     | Medalla de bronce | 10 km                |
| Campeonato Mundial |                                 |                   |                      |
| Año                | Lugar                           | Medalla           | Prueba               |
| 2003               | Val di Fiemme (Italia)          | Medalla de oro    | Velocidad individual |
| 2003               | Val di Fiemme (Italia)          | Medalla de plata  | Relevo 4 × 5 km      |
| 2005               | Oberstdorf (Alemania)           | Medalla de oro    | Velocidad por equipo |
| 2005               | Oberstdorf (Alemania)           | Medalla de oro    | 30 km                |
| 2005               | Oberstdorf (Alemania)           | Medalla de oro    | Relevo 4 × 5 km      |
| 2005               | Oberstdorf (Alemania)           | Medalla de plata  | 15 km                |
| 2005               | Oberstdorf (Alemania)           | Medalla de bronce | 10 km                |
| 2007               | Sapporo (Japón)                 | Medalla de bronce | Velocidad por equipo |
| 2007               | Sapporo (Japón)                 | Medalla de bronce | Relevo 4 × 5 km      |
| 2011               | Oslo (Noruega)                  | Medalla de oro    | Velocidad individual |
| 2011               | Oslo (Noruega)                  | Medalla de oro    | 10 km                |
| 2011               | Oslo (Noruega)                  | Medalla de oro    | 15 km                |
| 2011               | Oslo (Noruega)                  | Medalla de oro    | Relevo 4 × km        |
| 2011               | Oslo (Noruega)                  | Medalla de plata  | 30 km                |
| 2013               | Val di Fiemme (Italia)          | Medalla de oro    | Velocidad individual |
| 2013               | Val di Fiemme (Italia)          | Medalla de oro    | 15 km                |
| 2013               | Val di Fiemme (Italia)          | Medalla de oro    | 30 km                |
| 2013               | Val di Fiemme (Italia)          | Medalla de oro    | Relevo 4 × 5 km      |
| 2013               | Val di Fiemme (Italia)          | Medalla de plata  | 10 km                |
| 2015               | Falun (Suecia)                  | Medalla de oro    | Velocidad individual |
| 2015               | Falun (Suecia)                  | Medalla de oro    | Relevo 4 × 5 km      |
| 2015               | Falun (Suecia)                  | Medalla de plata  | 30 km                |
| 2017               | Lahti (Finlandia)               | Medalla de oro    | 10 km                |
| 2017               | Lahti (Finlandia)               | Medalla de oro    | 15 km                |
| 2017               | Lahti (Finlandia)               | Medalla de oro    | 30 km                |
| 2017               | Lahti (Finlandia)               | Medalla de oro    | Relevo 4 × 5 km      |